# 林又立
林又立（英語：Yuli Lin，1987年1月1日—），台灣模特兒、女演員。2004年榮獲精英國際模特冠軍。同學為藝人王思平。
2016年4月，考上國立臺灣師範大學國際時尚高階管理碩士在職專班，現已修得碩士學位。

### 代言
- 雅虎奇摩商場、華歌爾內衣代言人[2]、阿瘦皮鞋代言人、蘇菲亞珠寶代言人。

## 主持作品

### 電視節目
- 華視《Woman愛旅行-斐濟》
- 華視《Woman愛旅行-帛琉》
- 三立都會台《愛玩客》

## 演出作品

### 電視劇
- 2007年 民視、衛視中文台《黑糖瑪奇朵》飾 小甜甜
- 2011年 八大綜合台《單數絕配》飾 Lisa王
- 2018年 網路劇 《翻轉世界守護妳》飾

### 電影
| 年 份  | 片 名        | 角色   | 合 作 演 員          | 備 註 |
| 2017年 | 《3904英呎》 | 沈慧欣 | 高英軒、王為、路嘉欣 |       |

### 音樂錄影帶
- 李聖傑：《SoFun收放自如》

## 出版作品

### 書籍
| 年份   | 書名                                                     | 出版社     | ISBN               |
| ------ | -------------------------------------------------------- | ---------- | ------------------ |
| 2014年 | 《你不勇敢，沒人替你堅強：林又立的沙漠超馬奇幻之旅》     | 三采文化   | ISBN 9789863421634 |
| 2017年 | 《女子訓練營：跟著我們瘦身X生活X保養，快樂打造微肌美形》 | 尖端出版社 | ISBN 9789571068077 |

## 賽事紀錄
- 2014年2月：完賽世界四大極地超級馬拉松巡迴賽250km-撒哈拉沙漠約旦賽事，成為台灣第一位成功挑戰極地越野超馬的女性[3]。
- 2016年6月、11月：相繼完賽世界四大極地超級馬拉松巡迴賽250km-中國戈壁與南極洲賽事[4]。
- 2017年10月：成功完賽世界四大極地超級馬拉松巡迴賽250km智利阿他加馬高原沙漠賽事後，成為台灣首位完成四大極地沙漠超馬的第一為女性[5]。

## 外部連結
- 林又立的新浪微博
- 林又立 Yuli Lin的Facebook專頁
- 林又立 Yuli Lin的Instagram帳戶
- 凱渥 CatWalk